# Stora Lafsen
Stora Lafsen är en sjö i Ljusdals kommun i Hälsingland och ingår i Ljusnans huvudavrinningsområde. Sjön är 5 meter djup, har en yta på 0,336 kvadratkilometer och befinner sig 354 meter över havet. Sjön avvattnas av vattendraget Rossån.

## Delavrinningsområde
Stora Lafsen ingår i det delavrinningsområde (683581-150069) som SMHI kallar för Utloppet av Stora Lafsen. Medelhöjden är 375 meter över havet och ytan är 3,64 kvadratkilometer. Räknas de 4 avrinningsområdena uppströms in blir den ackumulerade arean 22,51 kvadratkilometer. Rossån som avvattnar avrinningsområdet har biflödesordning 3, vilket innebär att vattnet flödar genom totalt 3 vattendrag innan det når havet efter 108 kilometer. Avrinningsområdet består mestadels av skog (73 procent). Avrinningsområdet har 0,51 kvadratkilometer vattenytor vilket ger det en sjöprocent på 13,9 procent.